# Beata Małecka-Libera
Beata Małecka-Libera (Dąbrowa Górnicza; 17 de Maio de 1954 — ) é um político da Polónia. Ela foi eleito para a Sejm em 25 de Setembro de 2005 com 6882 votos em 32 no distrito de Sosnowiec, candidato pelas listas do partido Platforma Obywatelska.